# Jannik Bandowski
Jannik Bandowski (Korbach, 30 maart 1994) is een Duits voetballer die bij voorkeur als linksback speelt. Hij stroomde in 2013 door vanuit de jeugd van Borussia Dortmund.

## Clubcarrière
Bandowski speelde in de jeugd voor SC Blau-Gelb Korbach, TSV Korbach, SC Paderborn 07 en Borussia Dortmund. Op 3 oktober 2013 scoorde hij een doelpunt in de 3. Liga voor het tweede elftal van Borussia Dortmund tegen SV Darmstadt 98. Amper negen later maakte hij een eigen doelpunt waardoor de wedstrijd alsnog op een gelijke stand eindigde (1-1).

## Interlandcarrière
Bandowski behaalde in 2013 twee caps voor Duitsland -20.